# خافيير غويزار ماسياس
خافيير غويزار ماسياس (بالإسبانية: Javier Guízar Macías)‏ هو سياسي مكسيكي، ولد في 15 مايو 1964 في المكسيك. حزبياً، نشط في الحزب الثوري المؤسساتي. وقد انتخب عضو مجلس النواب المكسيك.